# Jakab Zoltán (festő)

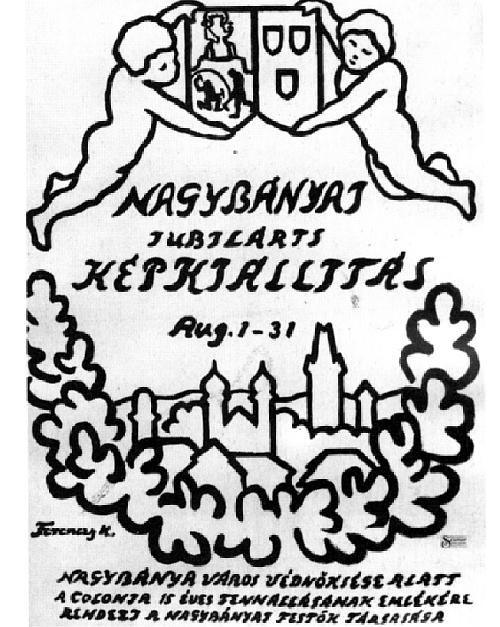
Ferenczy Károlynak a jubileumi kiállításra invitáló plakátja (1912)

Jakab Zoltán (Nagysomkút, 1883. november 13. — Nagybánya, 1919. elején) magyar festő, a nagybányai művésztelepen tanult és alkotott.

## Életpályája
Nagy becsvággyal, szorgalmasan dolgozott a nagybányai szabadiskolában. Mestere Ferenczy Károly volt. A szabadiskola támogatásával 1907-ben kijutott néhány hónapra Münchenbe, majd 1909-ben Párizsba is. Így saját tapasztalatai nyomán a múlt és a kortárs festészet felől is tájékozódott.
Korabeli tudósítás egyik csoportos kiállításáról: A Művészházban 1911. január 6-án nyílt meg a IV. csoportos kiállítás Boromisza Tibor, Jakab Zoltán, Kovácsy Berta, Páldy Zoltán, Pap Géza, Sassy Attila, Szigeti Jenő és Vaskovics Erzsébet műveiből.
1912 augusztusban a nagybányai művésztelep fennállásának 15. évfordulóján 14 tájképével szerepelt a kiállító művészek közt.
1913-ban a szabadiskola vezetésétől külön műtermet kapott, amelyért bérleti díjat nem kellett fizetnie. 1913-14-ben a Műcsarnokban szerepelt képeivel. Számos képe magántulajdonba került, hiszen a festészetéből élt. Nagybányai lakások falait gyakran díszítették Jakab Zoltán képek. A kiállítások révén budapesti közgyűjtemények is vásároltak műveiből.
Festészetében eleinte figurális ábrázolással kísérletezett, majd egyre inkább áttért a tájképfestésre. Tájképeken kívül kevés csendéletet és önarcképet festett. Az 1910-es évek elején őt is megérintették a modern festészeti irányzatok, de az átmenetinek bizonyult, erős volt kötődése a nagybányai művésztelep mestertanáraihoz.
Az első világháború idején művész foglalkozására való tekintettel önként vonulhatott be a hadseregbe. Nagy lelkesedéssel jelentkezett. Mindent erőfeszítést megtett, hogy tüzér lehessen, de egészségi állapota (tüdőcsúcshurut) miatt fél év múltán leszerelték. Egy haragosa, katonatiszt kollégája feljelentette, hogy csak színlel, így beidézték a „repülő bizottság” elé. Különböző kórházi, katonai vizsgálatokkal gyötörték, végül hazabocsátották. Annyira beteg volt, hogy már dolgozni sem tudott, 1919 elején Nagybányán érte a halál. Réti István szerint szelíd lelkületű, de önérzetes, hevülékeny természetű ember volt, gyenge fizikuma ellenére igazáért mindig kiállt.

## Társasági tagság

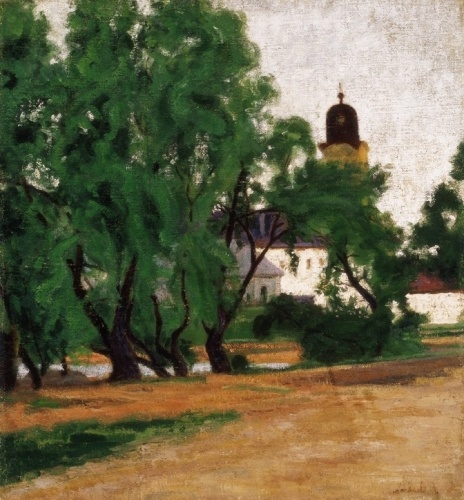
Nagybánya (tájkép)

- Nagybányai Festők Társaságának (NFT) tag (1911-1919)

## Műveiből
- Mosónők (MNG)
- Szénaboglyák (MNG)
- Nagybánya  (tájkép, olaj, vászon, 72 x 66 cm)[2]